# Polje (Slunj)
Polje je naselje u Republici Hrvatskoj, u sastavu grada Slunja, Karlovačka županija. 

## Stanovništvo
Prema popisu stanovništva iz 2001. godine, naselje je imalo 48 stanovnika te 18 obiteljskih kućanstava.

Prema popisu stanovništva 2011. godine naselje je imalo 29 stanovnika.
| broj stanovnika |       |       |       |       |       |       |       |       |       |       |       |       |       |       | 48    | 29    | 28    |
|                 | 1857. | 1869. | 1880. | 1890. | 1900. | 1910. | 1921. | 1931. | 1948. | 1953. | 1961. | 1971. | 1981. | 1991. | 2001. | 2011. | 2021. |